# Douglas Hurd
Douglas Richard Hurd, baron Hurd of Westwell, CH, CBE, PC (* 8. března 1930) je britský konzervativní politik, který působil ve vládách Margaret Thatcherové a Johna Majora v letech 1979–1995.
Kariérní diplomat a osobní tajemník premiéra Edwarda Heatha Hurd poprvé vstoupil do parlamentu v únoru 1974 jako poslanec za volební obvod Mid Oxfordshire (od roku 1983 Witney). Jeho prvním vládním postem byla funkce ministra pro Evropu v letech 1979–1983 (byl prvním držitelem tohoto úřadu) a od roku 1984 zastával několik vládních funkcí, včetně funkce státního tajemníka pro Severní Irsko (1984–1985), ministra vnitra (1985–1989) a ministra zahraničí (1989–1995). V roce 1990 neúspěšně kandidoval na post předsedy Konzervativní strany a v roce 1995 během reorganizace kabinetu odešel z přední politiky.
V roce 1997 byl Hurd povýšen do Sněmovny lordů a je jedním z nejstarších staronových členů Konzervativní strany. Je patronem skupiny Tory Reform Group. V roce 2016 odešel ze Sněmovny lordů do důchodu.